# Школа лётчиков-испытателей имени А. В. Федотова
Школа лётчиков-испытателей имени А. В. Федотова (ШЛИ) — самостоятельное структурное подразделение Лётно-исследовательского института имени М. М. Громова (ЛИИ), одна из двух школ, осуществляющих в России (ранее в СССР) подготовку лётчиков-испытателей, штурманов-испытателей и ведущих инженеров по лётным испытаниям авиационной техники (другая — военная школа в составе 929 ГЛИЦ в Ахтубинске).

## История
Школа образована по инициативе М. М. Громова в 1947 году (приказ министра авиационной промышленности от 20 октября 1947 года) в составе ЛИИ в Жуковском для подготовки лётно-испытательного персонала, участвующего в испытательных полётах в основном в организациях авиационной промышленности. Первым начальником школы стал М. В. Котельников.
При создании ШЛИ был использован опыт работы краткосрочных курсов повышения квалификации лётчиков-испытателей, созданных на базе ЛИИ в 1944 году под руководством Д. С. Зосима, который в то время руководил лётной частью ЛИИ. Методическое руководство подготовкой осуществлял лётчик-испытатель И. В. Эйнис, а преподавателями были ведущие научные сотрудники, инженеры и лётчики-испытатели ЛИИ, в том числе: Н. С. Строев, Д. С. Зосим, М. Л. Галлай, А. Н. Гринчик и др..
Слушатели школы проходят теоретическую и практическую лётную подготовку в области безопасного и эффективного проведения лётных испытаний и исследований воздушных судов и их бортового оборудования. Первоначально, в школе было три отделения для подготовки лётчиков-испытателей самолётов, вертолётов, а также — штурманов-испытателей и ведущих инженеров по лётным испытаниям для работы в ОКБ авиационной промышленности, в научно-исследовательских институтах (ЛИИ и др.) и на серийных авиационных заводах. Позднее, по завершении первоначальных программ выпуска лётчиков-испытателей, такое разделение стало менее формализованным. Также были специальные наборы с целью подготовки лётчиков-испытателей для организаций гражданской авиации.
Имя А. В. Федотова присвоено ШЛИ 17 сентября 1984 года в память об этом заслуженном лётчике-испытателе, погибшем при катастрофе в испытательном полёте в этом же году. За первые 55 лет работы школа подготовила около тысячи лётчиков и штурманов испытателей, 48 из них стали Героями Советского Союза, 44 — Героями Российской Федерации, 10 — лауреатами Ленинской премии и Государственной премии. Среди выпускников 154 заслуженных лётчика-испытателя СССР, 11 заслуженных штурманов-испытателей СССР, 4 лётчика-космонавта СССР, 8 заслуженных пилотов СССР, 45 заслуженных лётчиков-испытателей РФ, 6 заслуженных штурманов-испытателей РФ, 2 заслуженных пилота РФ.

## Программы подготовки
В настоящее время школа имеет лицензию Минобрнауки России в качестве образовательного учреждения дополнительного профессионального образования и проводит подготовку лётчиков-испытателей и штурманов-испытателей, ведущих инженеров по лётным испытаниям, руководителей полётов и инженеров по технической эксплуатации авиатехники. Программа подготовки состоит из двух основных компонентов: 1) теория полёта и методика лётных испытаний; 2) тренажёрная и лётная подготовка. Самолёты и вертолёты для лётной подготовки привлекаются из парка ЛИИ им. М. М. Громова. Школа также аккредитована Росавиацией в качестве авиационного учебного центра гражданской авиации. В рамках международного сотрудничества в школе в разном объёме прошли подготовку лётчики-испытатели из таких государств как Китай, Франция, Великобритания, Лаос, США.

## Начальники ШЛИ
- Михаил Котельников (1947–1953 гг.)[2]
- Николай Дарский (1954–1955 гг.)[2]
- Иван Полунин (1955–1961 гг.)[2]
- Александр Розанов (1961–1969 гг.)[2]
- Лев Фоменко (1970–1974 гг.)[2]
- Фёдор Бурцев (1974–1988 гг.)[2]
- Владислав Лойчиков (1988–1989 гг.)[2]
- Владимир Кондратенко (1989–2012 гг.)[2]
- Александр Крутов (2013–2020 гг.)[4]
- Алексей Наумов (c 2020 года)[5]

## Известные выпускники

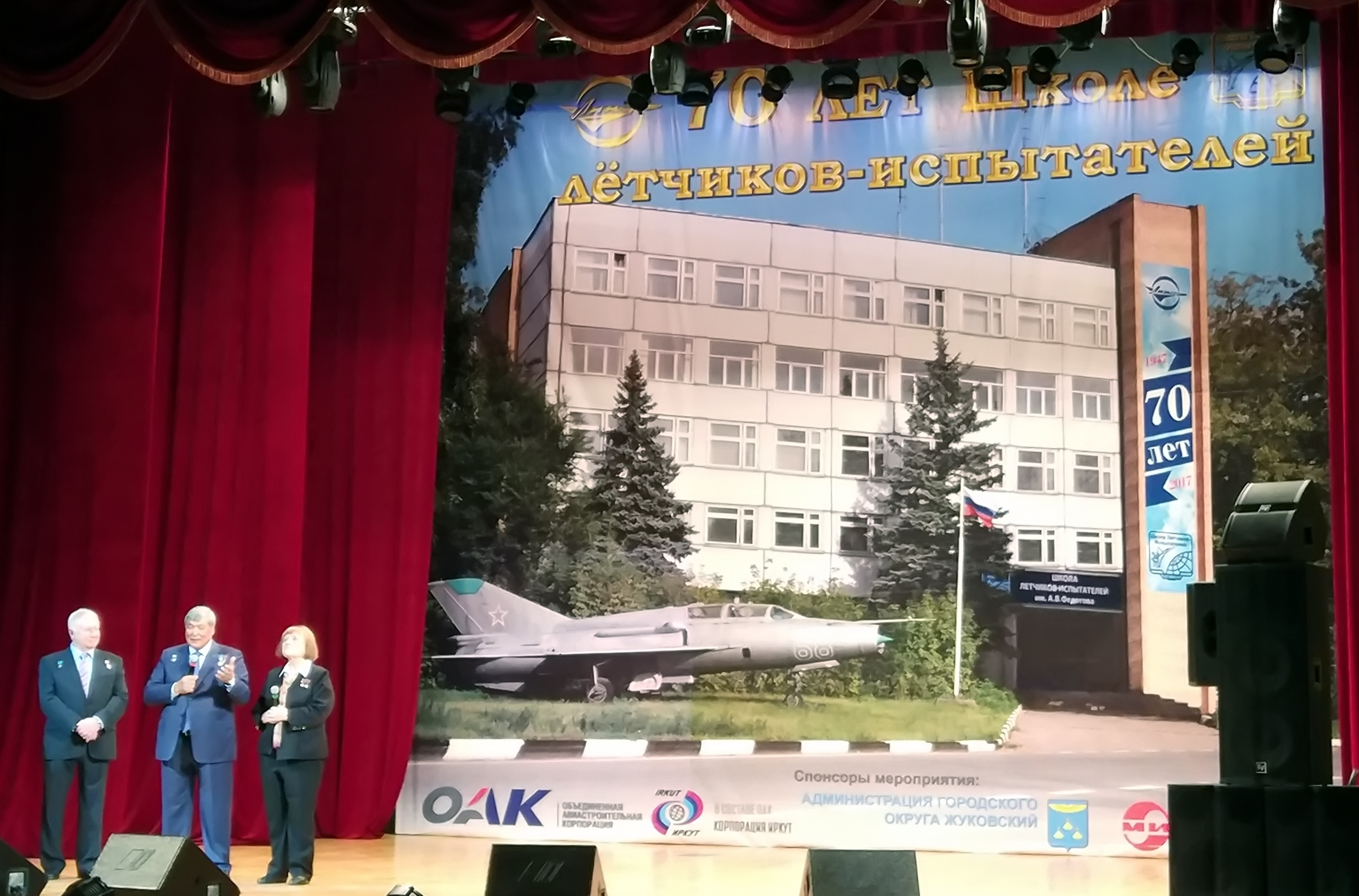
А. В. Крутов, Т. О. Аубакиров и С. Е. Савицкая (слева направо) на праздновании 70-летия ШЛИ им. А. В. Федотова

- Токтар Аубакиров
- Александр Бесчастнов
- Фёдор Бурцев
- Валентин Васин
- Павел Власов
- Игорь Волк
- Александр Гарнаев
- Олег Гудков
- Рубен Есаян
- Анатолий Квочур
- Анатолий Левченко
- Леонид Лобас
- Владимир Логиновский
- Владислав Лойчиков
- Светлана Савицкая
- Магомед Толбоев
- Юрий Шеффер
- Александр Щербаков